# Canthidium tricolor
Canthidium tricolor là một loài bọ cánh cứng trong họ Bọ hung (Scarabaeidae).